# Asphondylia microcapillata
Asphondylia microcapillata är en tvåvingeart som beskrevs av Maia 2005. Asphondylia microcapillata ingår i släktet Asphondylia och familjen gallmyggor. Inga underarter finns listade i Catalogue of Life.